# Héctor Silva
Héctor Silva (Montevideo, 1 de febrero de 1940 - Montevideo, 30 de agosto de 2015) fue un futbolista uruguayo también conocido como «Lito» Silva. Formó parte de la Selección de fútbol de Uruguay entre 1961 y 1969, para la que anotó siete goles. Jugó en la posición de delantero.

## Trayectoria deportiva

### Carrera en clubes
Comenzó a jugar en el Canillitas. En primera división debutó en Danubio Fútbol Club, para luego en  1963 ser transferido a Club Atlético Peñarol. En los aurinegros actuó hasta 1970; desde ese entonces se fue  a jugar a equipos brasileños como Sociedade Esportiva Palmeiras y Associação Portuguesa de Desportos. Retornó a Uruguay en 1974 para defender a Danubio Fútbol Club. Se retiró en 1975, a los 35 años.

#### Campeón
Fue campeón uruguayo con el Peñarol en las temporadas 1964, 1965, 1967, en la Libertadores 1966 y en la Intercontinental del mismo año.

### Selección nacional

#### Inferiores
Fue campeón juvenil con la Selección de fútbol de Uruguay en el Campeonato Sudamericano Sub-20 de 1958.

#### Mayores
Con la selección mayor debutó en 1961 y jugó hasta 1969, obteniendo la Copa Newton (1968), la Copa Río Branco (1967), la Copa Juan Pinto Durán (1963 y 1965) y la Copa José G. Artigas (1965 y 1966). Disputó los mundiales de 1962 y 1966 con su selección.

## Palmarés

### Copas nacionales
| Título              | Club    | País    | Año  |
| ------------------- | ------- | ------- | ---- |
| Campeonato Uruguayo | Peñarol | Uruguay | 1964 |
| Campeonato Uruguayo | Peñarol | Uruguay | 1965 |
| Campeonato Uruguayo | Peñarol | Uruguay | 1967 |

### Copas internacionales
| Título                | Club                 | País    | Año  |
| --------------------- | -------------------- | ------- | ---- |
| Copa Libertadores     | Peñarol              | Uruguay | 1966 |
| Copa Intercontinental | Peñarol              | Uruguay | 1966 |
| Copa América          | Selección de Uruguay | Uruguay | 1967 |